# Borôro jezik
Borôro jezik (ISO 639-3: bor; boe), jetik Boróro Indijanaca iz brazilske države Mato Grosso, točnije istočni Bororo ili Orarimugudoge. Govori se u osam sela; 1 020 govornika (1997 ISA). zapadni bororo su nestali a sastojali su se od skupina Boróro do Cabaçal ili Bororo Cabaçais i Boróro da Campanha. 
Klasificira se porodici bororo, velika porodica gé. Porodici pripadaju i jezici ili dijalekti koje su govorile i neke sada nestale plemenske skupine. Zajedno s jezikom umotina [umo] čini prave boror jezike. latinično pismo.

## Vanjske poveznice
- Ethnologue (14th)
- Ethnologue (15th)